# Pierre Brasseur (Luxemburg)
Pierre Brasseur (Esch-sur-Alzette, 21 de juny de 1832 - ?, 7 de febrer de 1918) va ser un notari i empresari de la mineria luxemburguès, involucrat en la fundació de diverses empreses industrials al sud de Luxemburg. Entre elles es trobava una de les empreses d'acer que es convertirien en ARBED, i, després de moltes fusions i consolidacions, ArcelorMittal.

## Biografia
Pierre era un membre de la família Brasseur, nascut l'onzè fill d'Alexis Brasseur. Juntament amb una sèrie d'altres associats, Pierre va fundar el 1861, la Societat per a l'extracció de minerals del Gran Ducat de Luxemburg (en francès: Société pour l'Exploitation des Minières du Grand-Duché de Luxembourg). A l'any següent, se li va concedir una concessió per explotar una àrea de 77 hectàrees a la vora de Rumelange, a les Terres Roges. Va ser nomenat notari a Esch-sur-Alzette el 1864.
El seu èxit li va permetre establir el 1870 la Societat d'Alts Forns de Luxemburg (en francès: SA des Hauts Fourneaux Luxembourgeois), juntament amb vint-i-sis altres socis. Va ser un dels membres del primer consell d'administració de la companyia, i qui la va dirigir fins al 1874. La companyia va obrir dos alts forns a Esch-sur-Alzette el 1872 i 1873. Al voltant de 1874, va abandonar el consell d'administració. Tanmateix, el seu nom estaria sempre unit als forns d'Esch. Després d'operacions de fusió amb Alemanya, i d'expansió a Esch-sur-Alzette i a Alsàcia-Lorena, es va convertir en la segona empresa industrial més gran a la Unió Duanera del Nord d'Alemanya, (després de Krupp). El 1920, la firma es convertiria en Arbed, que formaria una part important d'ArcelorMittal, el fabricant més gran d'acer del món.
L'any 1875, va ser nomenat notari a Differdange. Brasseur també va ser director de mines a Dudelange, que es convertirien en la Societat d'Alts Forns i Forges de Dudelange. El 1894, va fundar la primera empresa de ciment a Luxemburg, a Rumelange, que es va convertir en la Societat d'Alts Forns de Rumelange el 1897. Va morir el 7 de febrer de 1918.

## Família
El 17 de novembre de 1864, es va casar amb Hélène Wurth, filla de François-Xavier Wurth-Paquet, que havia estat un famós polític luxemburguès i Ministre de Justícia. La família de Pierre va tenir un paper clau a la política del país. El seu fill, Xavier, va ser un membre socialista de la Cambra de Diputats (1902-1912). El germà petit de Pierre, Dominique, va ser també diputat (1866-1899) i l'alcalde de la ciutat de Luxemburg (des de 1891 fins a 1894). El fill de Dominique, i nebot de Pierre, Robert, va ser diputat (1899-1925) i fundador de la Lliga Liberal de Luxemburg.